# Didysmachus picipes
Didysmachus picipes är en tvåvingeart som först beskrevs av Johann Wilhelm Meigen 1820.  Didysmachus picipes ingår i släktet Didysmachus, och familjen rovflugor. Enligt den finländska rödlistan är arten nationellt utdöd i Finland. Arten är reproducerande i Sverige. Artens livsmiljö är torra gräsmarker.

## Bildgalleri

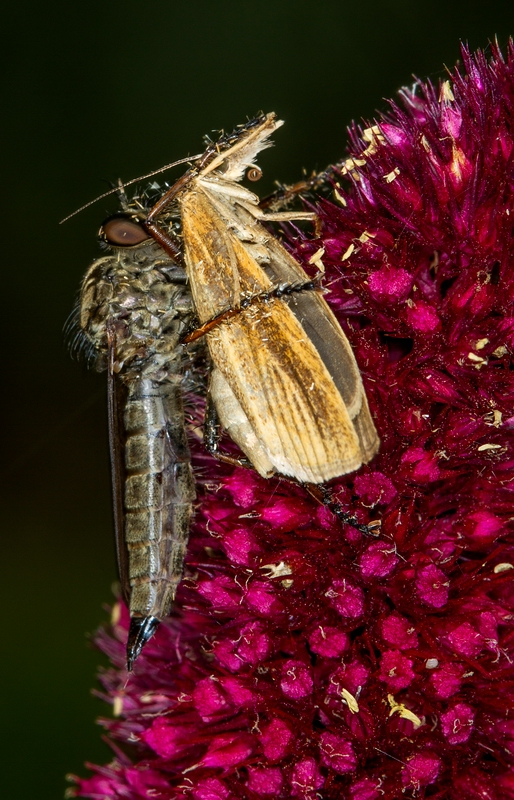
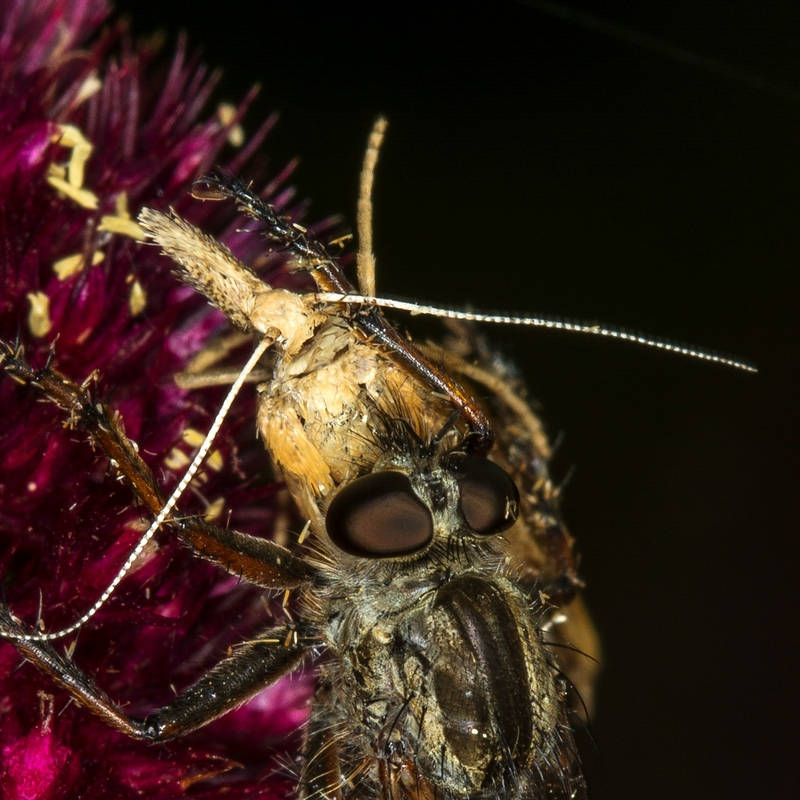
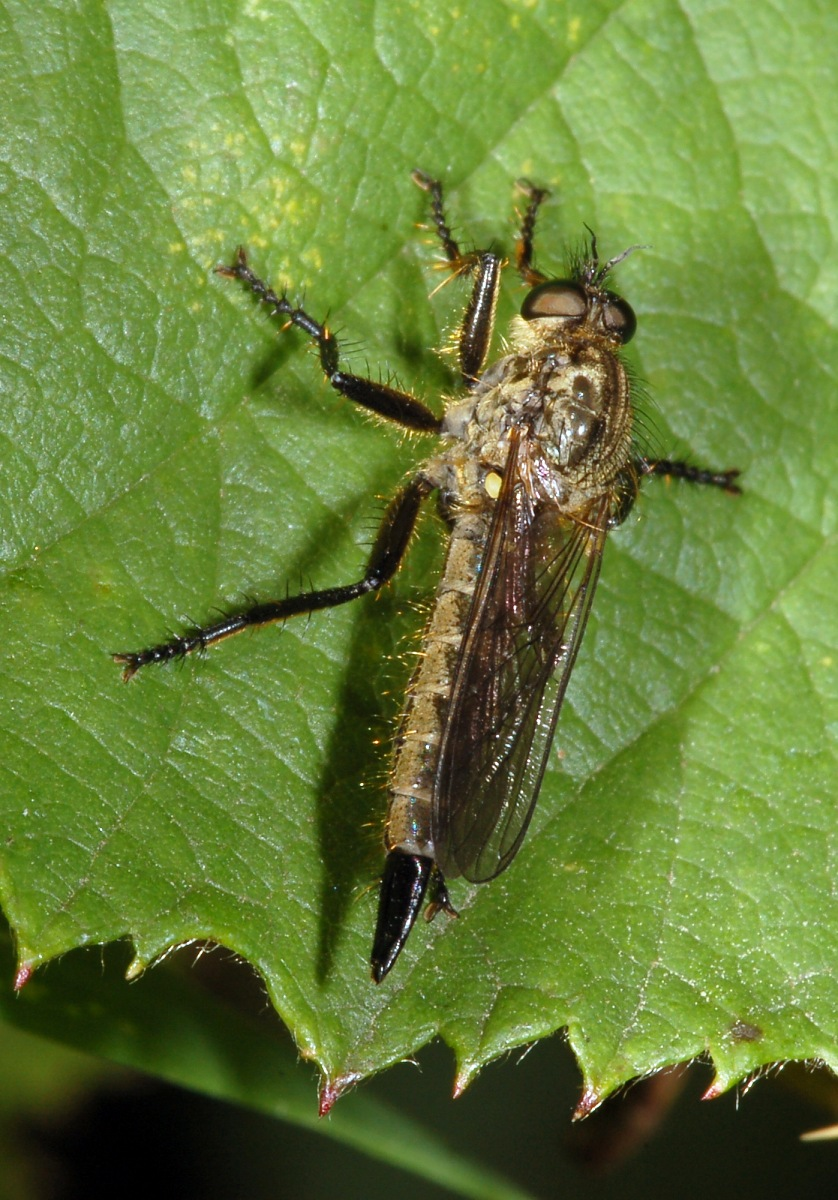